# San Francisco de Cuapa
San Francisco de Cuapa est une ville située dans le département de Chontales, au Nicaragua. La ville fut créée le 30 juillet 1997, elle est située dans la partie nord-est de Chontales. La superficie de la commune est de 277 km2.
- La principale activité économique est l'élevage et l'agriculture.
- 99 % de la population est catholique.
- Le premier maire était Manuel Antonio Zelaya Meneses et son premier adjoint Oscar Velasquez Gonzalez, ils furent élus en 1997.

On y trouve le sanctuaire Notre-Dame-de-Cuapa, qui célèbre les apparitions mariales dites de la Vierge de Cuapa (es), et que l’Église catholique reconnaît comme sanctuaire national depuis 2013.